# Struisbaai
Struisbaai is een dorp in de regio West-Kaap in Zuid-Afrika. De plaats is gelegen in de gemeente Cape Agulhas. Vanwege haar ligging aan de kust is het een zeer toeristisch plaatsje. Het ligt slechts enkele kilometers van het zuidelijkste punt van Afrika (Kaap Agulhas).